# Hanns Reinhardt
Hanns Hanno Reinhardt (* 1912; † nach 1977) war ein deutscher Journalist und Auslandskorrespondent.

## Leben
1936 promovierte er an der Universität Leipzig mit der Dissertation Die Geschichte des Zeitungswesens in Stralsund zum Dr. phil.
Als Schriftleiter wurde Hanns Reinhardt 1937 zum Assistenten am Institut für Zeitungswissenschaft an der Universität Leipzig berufen und dort Nachfolger von Rolf Röder. Bis 1939 war er dort als Assistent tätig.
1942/43 war er als Marine-Kriegsberichter tätig und u. a. in der Marine-Propaganda-Kompanie Potsdam eingesetzt. Als Kriegsberichter war er bis gegen Ende des Zweiten Weltkrieges tätig und schrieb beispielsweise Zeitungsberichte wie Das gefährliche Dreieck. Zwischen Cap de la Mägde, Portsmouth und Cap d’Antifer.
Von 1948 bis 1950 war er Redakteur beim Deutschen Zeitungsdienst und seit Anfang der fünfziger Jahre politischer Korrespondent in Bonn und war im Bundesbüro der Deutschen Presse-Agentur und für die DIMITAG tätig. Von 1954 bis 1957 war er Korrespondent der dpa in Bonn und daraufhin bis 1962 dpa-Korrespondent für das nördliche Afrika in Algier. 1967 wechselte Reinhardt nach Johannesburg als Korrespondent für das südliche Afrika und 1972 nach Lissabon als Korrespondent für Portugal und die Kolonien Portugals in Afrika. 1977 ging er mit 65 Jahren in Rente.